# دو چهره (فیلم ۲۰۱۶)
دو چهره (به تامیلی: Iru Mugan) یا مرد دو چهره (به انگلیسی: Two Faced Man) فیلمی هندی محصول سال ۲۰۱۶ و به کارگردانی آناند شانکار است. در این فیلم بازیگرانی همچون ویکرام، نایانتارا، نیتیا منن، نثار، تامبی رامایاش، کاروناکاران و ریتویکا ایفای نقش کرده‌اند.

## خلاصه فیلم
یک مرد سالخورده مالزیایی، وارد سفارت هند در کوالالامپور مالزی شده و از کوره در می‌رود و در طی پنج دقیقه، چند مأمور هندی را می‌کشد و بعد از حال می‌رود. یک خالکوبی با نماد عشق در پشت گردن او وجود دارد، سازمان اطلاعات خارجی هند به این نتیجه می‌رسد که این ماجرا، کار دانشمند پست‌فطرتی به نام لاو است که هویت و مکان او برای همۀ آنها، به جز مأمور آنها آخیلان وینوود که از سازمان استعفا داده‌است، نامشخص می باشد. چهار سال قبل، در حالی که در مأموریتی برای نابودی لاو بود، میرا جورج همسر آخیلان، تحلیلگر برجسته کامپیوتر توسط آنها کشته شد. مالیک، رئیس سازمان اطلاعات خارجی، آخیلان را پیدا کرده و او را متقاعد می‌کند تا به تحقیقات بپیوندد.
آخیلان با مشاهده فیلم حمله، به این نتیجه می‌رسد که مرد سالخورده مالزیایی، یک اسپری تقویتی با عملکرد ناشناخته مصرف کرده‌است که به او اجازه داده‌است بدین نحو به مأموران حمله کند وتصمیم می‌گیرد این موضوع را بیشتر در مالزی بررسی کند. به علت اینکه آخیلان از سازمان استعفا داده‌است، مالیک او را به عنوان معاون آیوشی، یک مأمور سازمان که تجربه کمتری از او دارد و به صورت رسمی مأمور رسیدگی به پرونده است، در نظر می‌گیرد و هر دو به کوالالامپور می‌روند. در کوالالامپور، آخیلان و آیوشی متوجه می‌شوند که این داروی ناشناخته با استنشاق اسپری تنفسی آسم مورد استفاده قرار می‌گیرد. بررسی‌های بیشتر، آنها را به سمت پیتر، دانشمند مواجب بگیر لاو، رهنمون می‌سازد.